# Western Suite
Western Suite è un album del fiatista statunitense Jimmy Giuffre del 1958. Fu pubblicato dalla Atlantic (n. 1330).

## Il disco
L'album rappresenta l'ultimo atto della collaborazione tra Giuffre (clarinetto, sax baritono e sax tenore), Jim Hall (chitarra elettrica) e Bob Brookmeyer (trombone a pistoni), il cosiddetto Giuffre 3, il quale trio, alla sua seconda incarnazione, aveva già dato alla luce Trav'lin' Light (Atlantic, n. 1282, anch'esso del 1958).
(Jimmy Giuffre)
Come per altre incisioni del Giuffre 3, i brani rappresentano il tentativo di suonare jazz senza il supporto della base ritmica rappresentata da basso e batteria. La Western Suite (che copre la prima facciata del 33 giri) fu composta da Giuffre espressamente per questo trio.
(Jimmy Giuffre)
I primi due movimenti della Western Suite furono incisi alla prima ripresa.
Gli altri brani dell'album sono Topsy (brano del 1938 di Edgar Battle e Eddie Durham) e Blue Monk (Thelonious Monk).
In copertina è un saguaro, ritratto in fotografia da Ansel Adams.

## Tracce
Tutti i brani sono di Jimmy Giuffre, tranne dove indicato.
1. Western Suite - 1st Movement: Pony Express – 5:53
2. Western Suite - 2nd Movement: Apaches – 4:14
3. Western Suite - 3rd Movement: Saturday Night Dance – 2:55
4. Western Suite - 4th Movement: Big Pow Wow – 4:58
5. Topsy – 11:28 (Eduard Durham/Edgar Battle)
6. Blue Monk – 11:28 (Thelonious Monk)

## Formazione
- Jimmy Giuffre - clarinetto, sax baritono e sax tenore
- Bob Brookmeyer - trombone a pistoni
- Jim Hall - chitarra elettrica